# 宅急便タイムサービス
宅急便タイムサービス（たっきゅうびんタイムサービス）とは、ヤマト運輸が扱う宅急便サービスのひとつ。

## 概要
航空機を使うなど、従来の宅急便よりも迅速に輸送するサービスである。「翌朝一番に行う会議に間に合うように届けたい」「急に工場から資材を取り寄せたい」といった急を要する際に、夕方までに出した荷物の配達について、「朝10時までに」もしくは「17時までに」という指示ができるようにしている。
本商品発売当初は、個人宛に発送することが不可能であった。
集荷と営業所のみの取り扱いで、取扱店では受け付けていない。また、着払いや複数口割引は適用されない。「クール宅急便」「スキー宅急便」「ゴルフ宅急便」、「空港宅急便」との併用は不可。
2020年の「新型コロナウイルス感染拡大」の影響で、航空需要低下などによる航空便減便等の影響により、2020年4月20日から取り扱いを休止している（その後、鹿児島県内のみ、発送エリアを限定した上で取り扱い再開した）。

## S-PAT9時便
タイムサービスと類似したサービスだが、こちらはさらに早く翌朝9時までの配達となっている。また、法人のみ利用可であり、届け先も法人、さらに配達先も一部の主要都市に限られている。
タイムサービスと同様、集荷と営業所のみの取り扱いで、取扱店では受け付けていない。また、着払いや複数口割引は適用されない。「クール宅急便」「スキー宅急便」「ゴルフ宅急便」、「空港宅急便」との併用は不可。届け先が法人である関係上、日曜・祝日の配達は不可。
2022年3月31日の発送分をもって取り扱いを終了。